# Cyberman

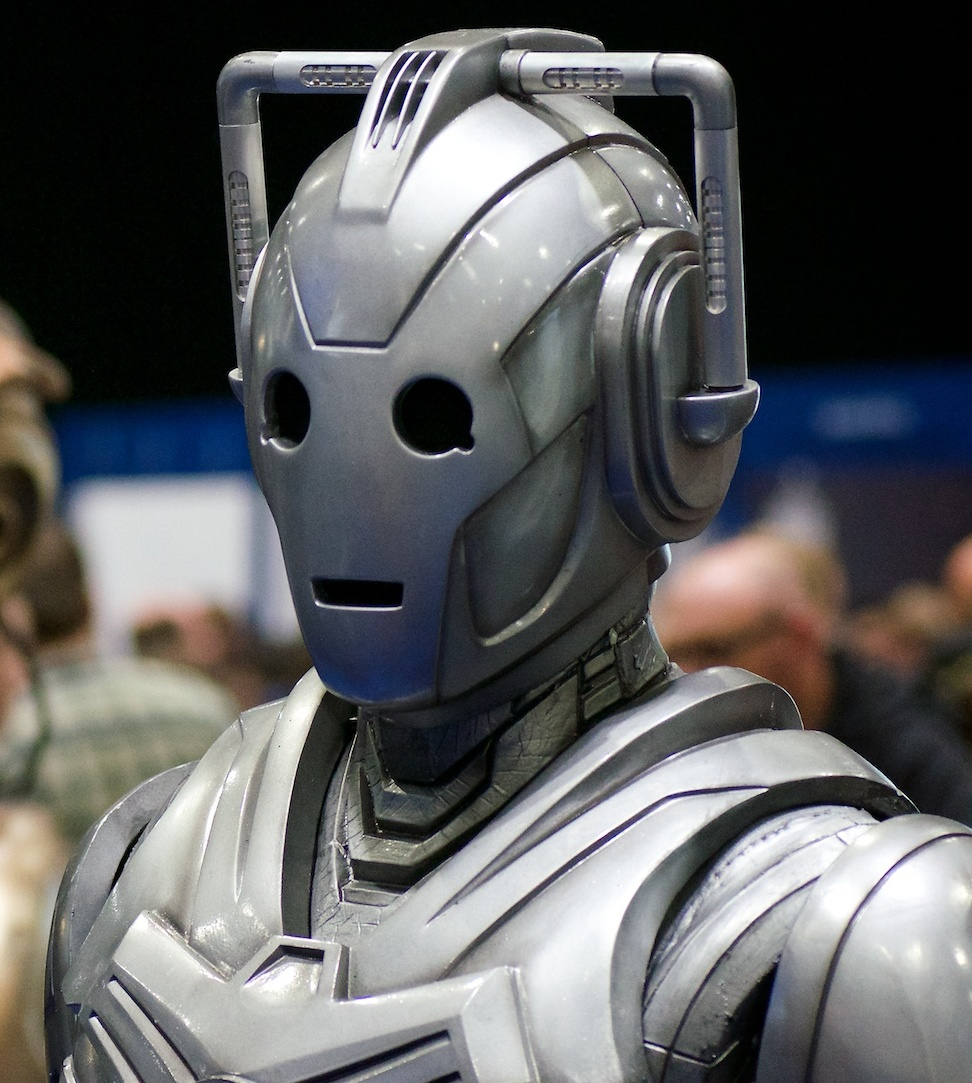
Cyberman designad för seriens 50-årsjubileum.

Cybermän är en fiktiv ras av cyborger som är bland de mest ihärdiga fienderna till Doktorn i det brittiska science fiction-tv-programmet Doctor Who.

## Beskrivning

### Uppkomst
Cybermännen har sett många omdesigner och kostymbyten under Doctor Whos långa lopp, såväl som ett antal olika ursprungsberättelser. De skapades av seriens vetenskapliga rådgivare Kit Pedler och manusredaktören Gerry Davis, som tillsammans skrev manuset till avsnittet "The Tenth Planet" (1966) där cybermännen framträder för första gången. Avsnittet använde cybermännen för att spela på den samtida oron kring den snabba teknikutvecklingens följder. Cybermännen kom att spela en framträdande roll i tio olika händelseförlopp i den ursprungliga seriens 26 säsonger.

### Grundläggande personlighetsdrag
Cybermännen är programmerade att värdesätta sin egen överlevnad över allt annat, vilket skiljer dem från seriens andra mer framträdande robotantagonister Dalekerna. De är känslokalla, saknar samvete och är beredda att döda för att uppnå sina mål. Under 1960-talet var ett återkommande tema hur cybermännens styrka också blev deras svaghet. Hänsynslösheten gjorde dem till en formidabel motståndare samtidigt som deras bristande inlevelseförmåga gång på gång utnyttjades av doktorn för att överlista dem.

### Cybermännen från Mondas

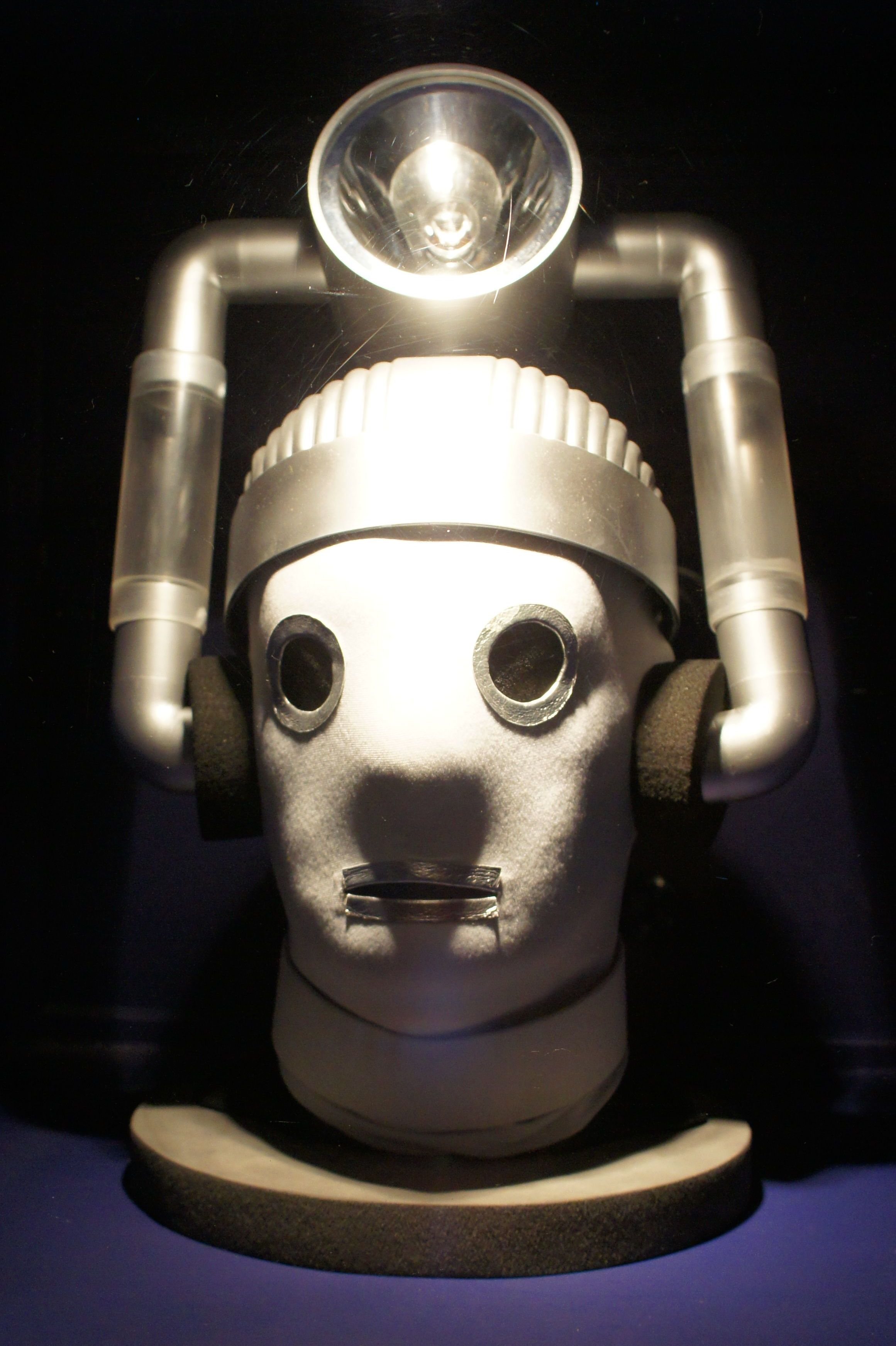
Huvud tillhörande en mondasisk cyberman.

I sitt första framträdande, "The Tenth Planet" (1966), är de människor från jordens nästan identiska "tvillingplanet" Mondas som uppgraderat sig själva till cyborger i ett försök att överleva. Mondas omloppsbana var mer elliptisk än jordens och sträckte sig bortom solsystemet, men de nödvändiga cybernetiska anpassningarna förändrade cybermännens medvetande och samhälle. De mondasiska cybermännen utmärker sig genom att ha ett mer mänskligt utseende än många senare inkarnationer. I "The Tenth Planet" försöker cybermännen ta över jorden och planetens resurser utan tanke på konsekvenserna för hennes invånare. Eftersom de värdesätter rationalitet och överlevnad ser de ned på jord-människorna. Enbart de starkaste är värda att räddas genom att assimilers som cybermän. Efter att produktionen av serien återupptagits kämpar Peter Capaldis doktor mot de ursprungliga cybermännen från Mondas i avsnitten "World Enough and Time" och "The Doctor Falls" från 2017.

### Senare inkarnationer av cybermännen
När produktionen av Dr Who återupptogs under 2000-talet dök cybermänen upp i andra säsongens femte och sjätte avsnitt "Rise of the Cybermen" och "The Age of Steel". Denna inkarnation av cybermännen är människor som augmenterats med högteknologiska implantant för att tjäna som användbara och lojala cyborger åt sin ägare, företaget Cybus Industries. I den dystopiska framtidsvisionen hävdar företagets dödssjuke vd att han gör dem en tjänst genom att rädda dem undan döden. Doktorn spelad av David Tennant försöker tillsammans med sina vänner oskadliggöra cybermännens implantat för att återge dem deras fria vilja. Teman om avhumanisering och riskerna att blir beroende av teknologi eller följderna av en snabb teknikutveckling är närvarande i avsnitten.
När Neil Gaiman tillfrågades om att skriva ett andra manus till ett Doctor Who-avsnitt tackade han först nej, men antog senare  utmaningen att "..göra cybermännen läskiga igen." Gaiman tog inspiration från Patrick Troughtons tid som doktorn och de gamla avsnitten "The Moonbase" och "Tomb of the Cybermen" från 1967, när han färdigställde manuset till "Nightmare in Silver" som premiärvisades 2013.
Doctor Who-ljuddramer, romaner och serietidningar har också utvecklat befintliga ursprungsberättelser eller presenterat alternativ. Avsnittet från 2017, "The Doctor Falls", förklarar de olika ursprungen som parallell evolution, på grund av det oundvikliga hos människor och människoliknande arter som försöker uppgradera sig själva genom teknik; detta perspektiv löser kontinuitetsskillnader i cybermännens historia.
Cybermännen har varit en viktig del av Doctor Who sedan 1960-talet och har även dykt upp i relaterade program och spin-off media, inklusive romaner, ljudböcker, serietidningar och spel. Cybermän-berättelser producerades i officiellt licensierade Doctor Who-produkter mellan 1989 och 2005, när tv-serien inte längre sändes, med författare som antingen fyllde historiska luckor eller skildrade nya möten mellan dem och Doktorn.[källa behövs] Arten dök också upp i tv-spinoffen Torchwoods fjärde avsnitt, "Cyberwoman" (2006), vilket var första gången en kvinnligt kodad cyberman förekom i tv-serien.